# Daniel Mendes
Daniel Freire Mendes, mais conhecido como Daniel Mendes, (São Paulo, 18 de janeiro de 1981) é um ex-futebolista brasileiro que atuava como atacante. 

## Carreira
Iniciou sua carreira no Botafogo em 1999 com apenas 18 anos. Atuou na Coréia do Sul e passou 9 anos na Suécia se tornando também cidadão Sueco antes de se transferir para os Estados Unidos e jogar por 4 anos antes de encerrar a carreira em 2017. Na Suécia tem a marca de ter feito o gol mais rápido da historia do futebol Sueco com apenas 6.4 segundos. Atuou também pela seleção Brasileira Sub-20.

## Títulos
Kalmar FF
- Segunda Divisão Sueca de Futebol: 2003[2]